# Jóhanna Guðrún Jónsdóttir
Jóhanna Guðrún Jónsdóttir, connue également sous le nom de scène Yohanna, est une chanteuse islandaise née à Copenhague au Danemark le 16 octobre 1990.
Dans son enfance, Jóhanna souhaite devenir chanteuse d'opéra. À l'âge de douze ans, elle signe un contrat avec Tommy Motola, l'ex-manager de Mariah Carey et Jennifer Lopez. Son premier album sort en l'an 2000. Elle obtient deux disques d'or et un album de platine en Islande[réf. nécessaire]. En octobre 2008, elle participe à un concert à Broadway pour les 50 ans de Madonna. En 2009, elle remporte la sélection islandaise pour le Concours Eurovision de la chanson 2009 grâce à sa chanson Is it true ?, une ballade sentimentale. Elle se classe par ailleurs deuxième avec 218 points. Il s’agit encore à ce jour, avec 1999, du meilleur classement de l’Islande au concours.
En 2011, Jóhanna se représente à la sélection islandaise pour le Concours Eurovision en Allemagne avec la chanson Nótt qui est la version de Slow down en islandais.
Le 6 janvier 2012, elle sort le clip de la chanson "Indian Rope Trick". Elle voyage souvent en Norvège depuis fin 2011, dans la ville de Kongsvinger.
Yohanna participe au Söngvakeppnin 2013 (sélection nationale de l'Islande pour l'Eurovision) avec le titre "Þú" (Toi). Elle passe lors de la 1re demi-finale mais ne se qualifie pas pour la finale. Le compositeur et parolier de la chanson est son fiancé, Davíð Sigurgeirsson.

## Singles
| Année | Single                                   | positions dans les charts | positions dans les charts | positions dans les charts | positions dans les charts | positions dans les charts | positions dans les charts | positions dans les charts | positions dans les charts | positions dans les charts | positions dans les charts | positions dans les charts | positions dans les charts | Album                 |
| Année | Single                                   | ICE                       | IRE                       | UK                        | GER                       | SWI                       | DEN                       | SWE                       | NOR                       | FIN                       | BEL                       | GRE                       | EUR                       | Album                 |
| ----- | ---------------------------------------- | ------------------------- | ------------------------- | ------------------------- | ------------------------- | ------------------------- | ------------------------- | ------------------------- | ------------------------- | ------------------------- | ------------------------- | ------------------------- | ------------------------- | --------------------- |
| 2009  | "Is It True?"                            | 1                         | 28                        | 49                        | 22                        | 9                         | 16                        | 2                         | 3                         | 4                         | 36                        | 5                         | 14                        | Butterflies and Elvis |
| 2009  | "I Miss You"                             | 18                        | —                         | 62                        | —                         | —                         | —                         | —                         | —                         | —                         | —                         | —                         | —                         | Butterflies and Elvis |
| 2011  | "Slow down (Nótt)"                       | 3                         | —                         | —                         | —                         | —                         | —                         | —                         | —                         | —                         | —                         | —                         | —                         | Pas d'album sortit    |
| 2011  | "Really Over"                            | —                         | —                         | —                         | —                         | —                         | —                         | —                         | —                         | —                         | —                         | —                         |                           | Pas d'album sortit    |
| 2012  | "Indian Rope Trick"                      | —                         | —                         | —                         | —                         | —                         | —                         | —                         | —                         | —                         | —                         | —                         | —                         | Butterflies and Elvis |
| 2012  | "Coming Home" (seulement sur iTunes)     | —                         | —                         | —                         | —                         | —                         | —                         | —                         | —                         | —                         | —                         | —                         | —                         | Pas d'album sortit    |
| 2013  | "Þú"                                     | —                         | —                         | —                         | —                         | —                         | —                         | —                         | —                         | —                         | —                         | —                         | —                         | Pas d'album sortit    |
| 2013  | "Mamma þarf að djamma" (with Baggalútur) | 1                         | —                         | —                         | —                         | —                         | —                         | —                         | —                         | —                         | —                         | —                         | —                         | Pas d'album sortit    |